# دونالد ميرتون
دونالد فينسينت ميرتون (بالإنجليزية: Donald Vincent Merton)‏ (22 فبراير 1939 - 10 أبريل 2011)؛ هو عالم طيور نيوزلندي وناشط في مجال حماية البيئية في نيوزيلندا، اشتهر بإنقاذ أبو الحناء الأسود من الانقراض. كما اكتشف طَرِيقَةَ تَنَاسُلِ الكاكابو في مناطق التزاوج (ليك).

## وفاته
تقاعد ميرتون من قسم الانحفاظ في عام 2005. وعاش في تاورانجا حيث ظل نشطًا في قضايا الحماية، وتُوفِّي هناك بسبب سرطان البنكرياس في 10 أبريل 2011.

## وصلات خارجية
- "Winging it" – مُقابلةٌ مع دون ميرتون في برنامج نيوزيلندا ليسنر.
- سيرة دون ميرتون – فريق إنقاذ كاكابو.